# 組織喻象
《組織意象》（The Images of Organization），由美国学者加雷斯·莫根（Gareth Morgan）所著，其運用八個隱喻來敘述公共事务中的组织结构及行为差異。

## 内容章节及概述

### 組織是「機器」
官僚制度發展的基石，有效卻笨拙：
一、設定並且實現目標。
二、結構分工、整合。
三、述明細節讓每個人都了解工作。
四、做好規劃、組織、管理、監督、控制。

### 組織是「有機體」
根於生物學之中「物種」尋找「利基」的觀念，利基會受到環境的影響而改變，組織亦會隨環境而變。

### 組織是「大腦」
組織決策如同「中樞神經」，尤其透過負向的反饋作用，讓組織成為學習型機構，達到正確決策；把組織的溝通、學習理論比喻成大腦，包含以下四大原則:
一、具備感知、監測、審視環境的能力。
二、把環境的資訊用來導引系統行為的運作原則。
三、具備發現重視偏差的能力。
四、必須採用創發性的行動來救治偏差。

### 組織是「創造社會實體」
以文化的觀點而言，什麼樣的社會造就什麼樣的組織、制度，意謂制度無法脫離大環境的制約。

### 組織是「政治體系」
強調團體之間的反抗、統治聯盟的成形、不同利益需求的匯集和表達，預算是年度協約，組織是個「迷你國家」。

#### 一元主義
組織利益是共同目標的達成；衝突是短暫少見的，通常為搗亂者的活動，權力為指導組織達成共同利益的管理特權方法。

#### 多元主義
強調個人和團體利益的多樣性，組織目標只是短暫的、過度的利益；衝突是組織的特性，有潛在的積極功能；權利是緩和與解決利益衝突的關鍵。

#### 激進主義
組織為階級利益對立的競爭力量；組織衝突是階級衝突的一部分，最終把改變結構，而衝突被壓抑會成為組織潛藏之特徵；組織之中的權力反映社會權力關係，和社會控制過程密切有關。

### 組織是「心靈囚籠」
組織研究常常形成人類思考的陷阱（即心靈囚籠），吾人只就意識部分加以分析，而漠視潛意識、無意識，其實吾人應該正視這些面向。

### 組織是「流變和轉變」
一、組織是自我形成或創生的體系。
二、就渾沌和複雜的邏輯，把組織變遷視作「主流型態」的易位：強調型態或結構的演化，在改變的渾沌之中，應該體察另類主流體系的到來，建構「亂中有序」的前瞻思考。以下為應該住意的事項:
1. 重新思考組織的意涵，尤其是層級節制、控制。
2. 學習管理和改變「系絡」的藝術。
3. 學習以小改變帶動大效果（蝴蝶效应）。
4. 把不斷的改變和浮現的秩序視作自然狀態。
5. 對於新的隱喻開放以促進自我組織的過程。

三、組織變遷的表現並非過去機械的因果關係的呈現，而是互相因果的邏輯。也就是現代組織和社會現象很複雜，非單一因果關係可解釋，而是由多重的反饋構成系統的動態。
四、以辯證的變遷邏輯（the logic of dialectical change）來敘述組織變遷本身為「正、反、合」的作用：只有能夠善於應用管理弔詭（manging paradox）的能力，才可對組織的運作提出深入的考察、診斷。惟具有辯證思考能力者，不但不會將其視做困境，反而是種好處，而且是「創造性顛覆」的「能破能立」的基礎所在。

### 組織是「宰制工具」
組織對環境的汙染、職業病、災害的形成，對於員工的剝削和跨國企業對地主國的宰制。